# Fjällig trådormstjärna
Fjällig trådormstjärna (Amphiura chiajei) är en ormstjärneart som beskrevs av Forbes 1843. Fjällig trådormstjärna ingår i släktet Amphiura och familjen trådormstjärnor. Arten är reproducerande i Sverige. Inga underarter finns listade i Catalogue of Life.